# Mako Idemitsu
Mako Idemitsu (出光 真子 Idemitsu Mako?) es una artista japonesa conocida por sus películas y videoarte.

## Biografía
Idemitsu nació en Ōta, Japón y es hija del empresario y coleccionista de arte japonés Sazō Idemitsu, fundador de Idemitsu Kōsan. Debido a la tensa relación con su madre y su padre, éste la desheredó y repudió por haber decidido vivir en California. Idemitsu dijo que tenía una actitud confuciana hacia las mujeres y adoptó una visión patriarcal que lo que llevó a menospreciar a su esposa e hijas, además de negarles su individualidad e independencia.

## Carrera
A principios de la década de 1970, Idemitsu fue una de las pioneras del videoarte. Las limitaciones técnicas de los equipos de la época influyeron en la dirección de su trabajo. Comenzó a trabajar en Estados Unidos con película de 8 mm y luego pasó a utilizar la de 16 mm. Se interesó en capturar el estado de ánimo, calidad e interacción de luces y sombras. La incapacidad de las cámaras para capturar la calidad de la luz, llevó a un uso cada vez mayor de la narrativa en su trabajo.
Reconocida por sus creencias feministas, su trabajo es una reflexión no solo sobre los roles de género, sino también sobre la naturaleza de la identidad personal y del yo en la sociedad. También mostró cómo la familia moderna en Japón estaba oprimiendo las identidades de las japonesas. Idemitsu ha citado a menudo a Simone de Beauvoir como una de sus principales influencias, incluso creando obras como Kae, Act like a Girl (1993) inspirada en El segundo sexo de Beauvoir, "La gente no nace como mujer. Se convierten en mujeres". Tampoco rehúye representar las desconcertantes realidades de la feminidad japonesa, incluidas escenas de abuso doméstico, acoso y violación.